# Kargudri, Hangal
Kargudri là một làng thuộc tehsil Hangal, huyện Haveri, bang Karnataka, Ấn Độ.